# Lyska hřebenatá
Lyska hřebenatá (Fulica cristata) je druh lysky z čeledi chřástalovitých.
Vyskytuje se především v jižní a východní Africe, ale i na severu Maroka a na Pyrenejském poloostrově. Žije u sladkovodních jezer a rybníků. Staví si hnízdo z mrtvých rákosů u okraje vody nebo častěji na vodě, do kterého snese asi 8 vajec (při dobrých podmínkách i více). Ovšem vzhledem k velice agresivnímu chování, které projevují dospělé lysky vůči svým mláďatům, se jen málo mláďat dožije dospělosti.

## Popis

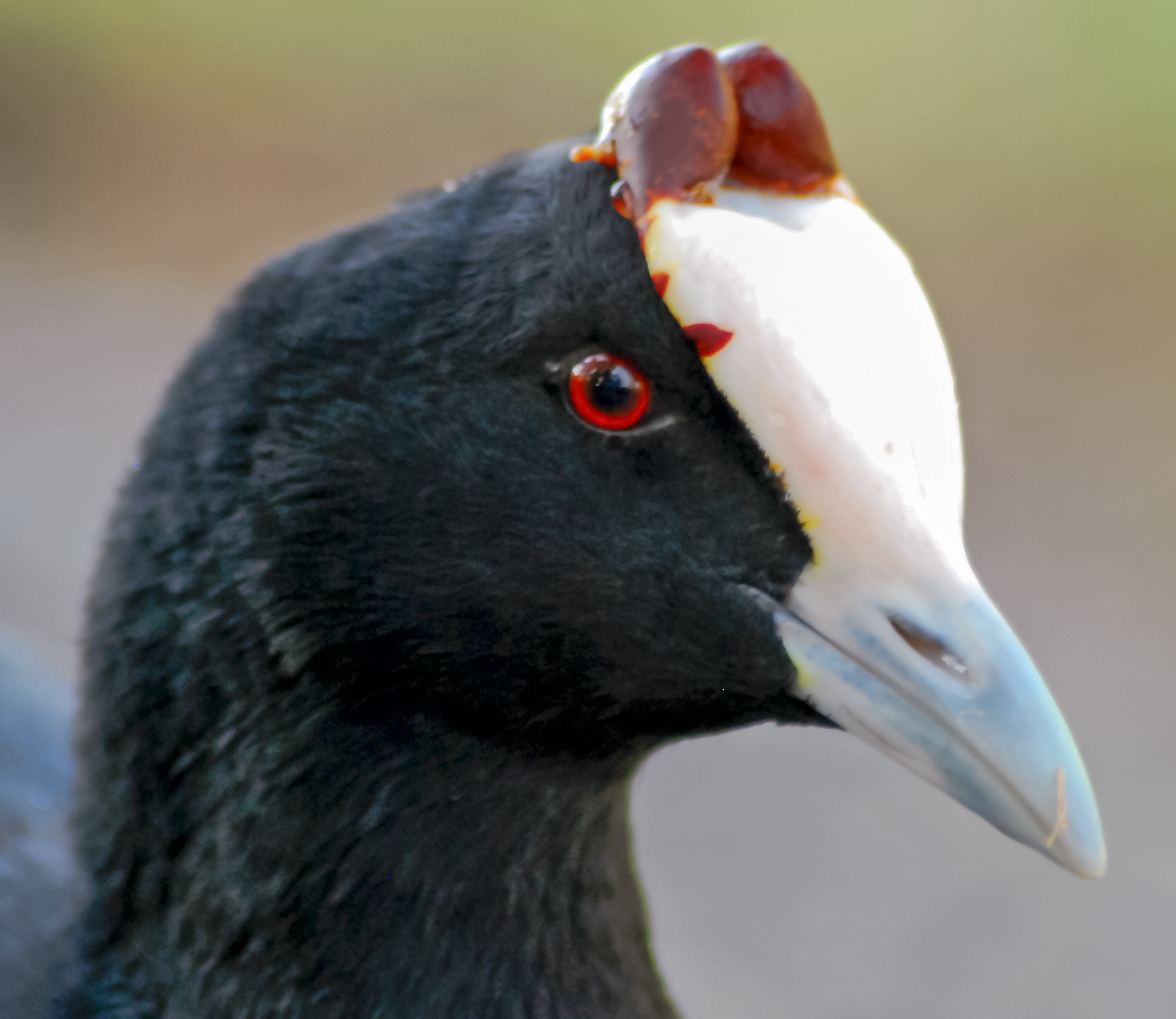
Detail hlavy lysky hřebenaté

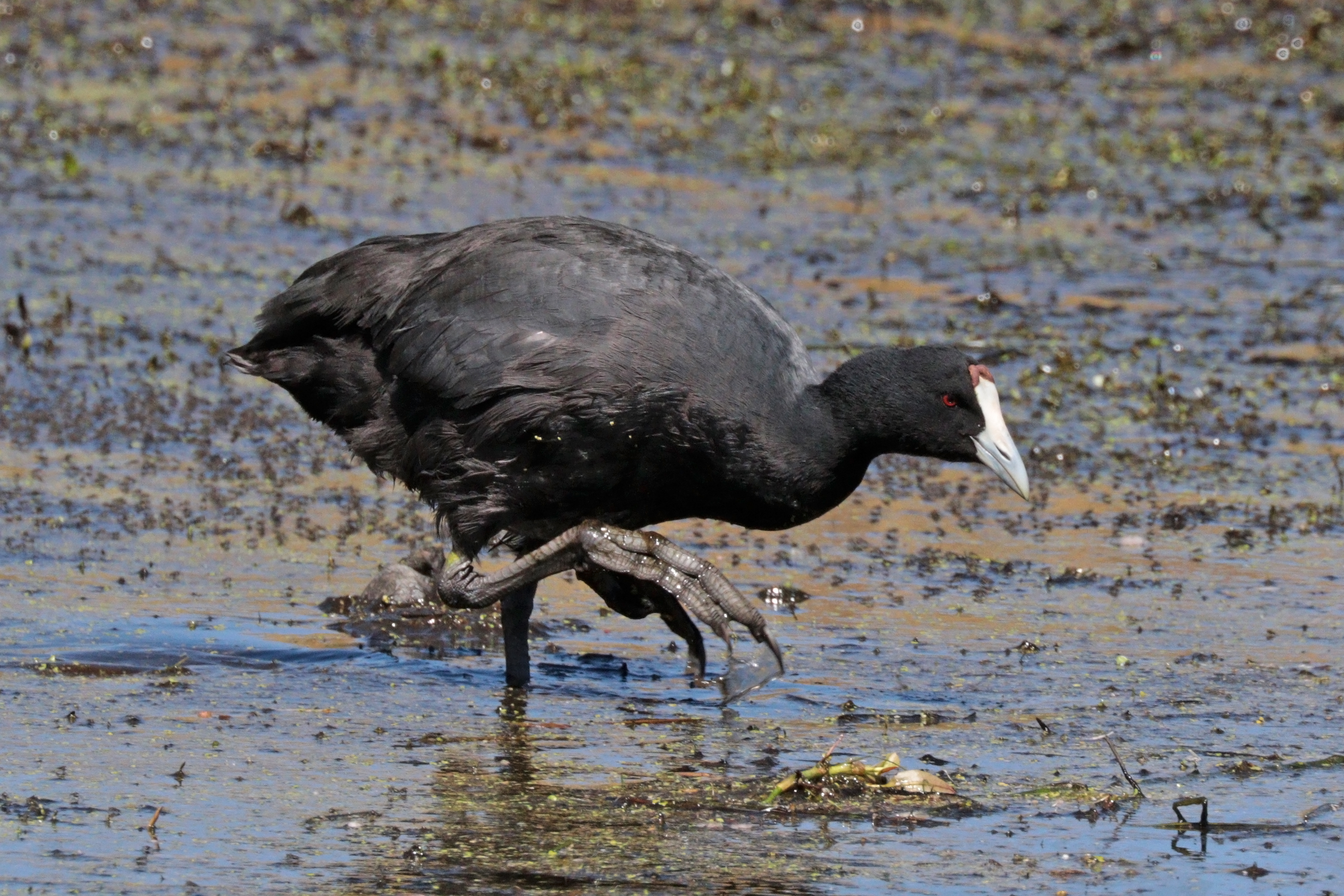
Lyska hřebenatá v prostém šatě

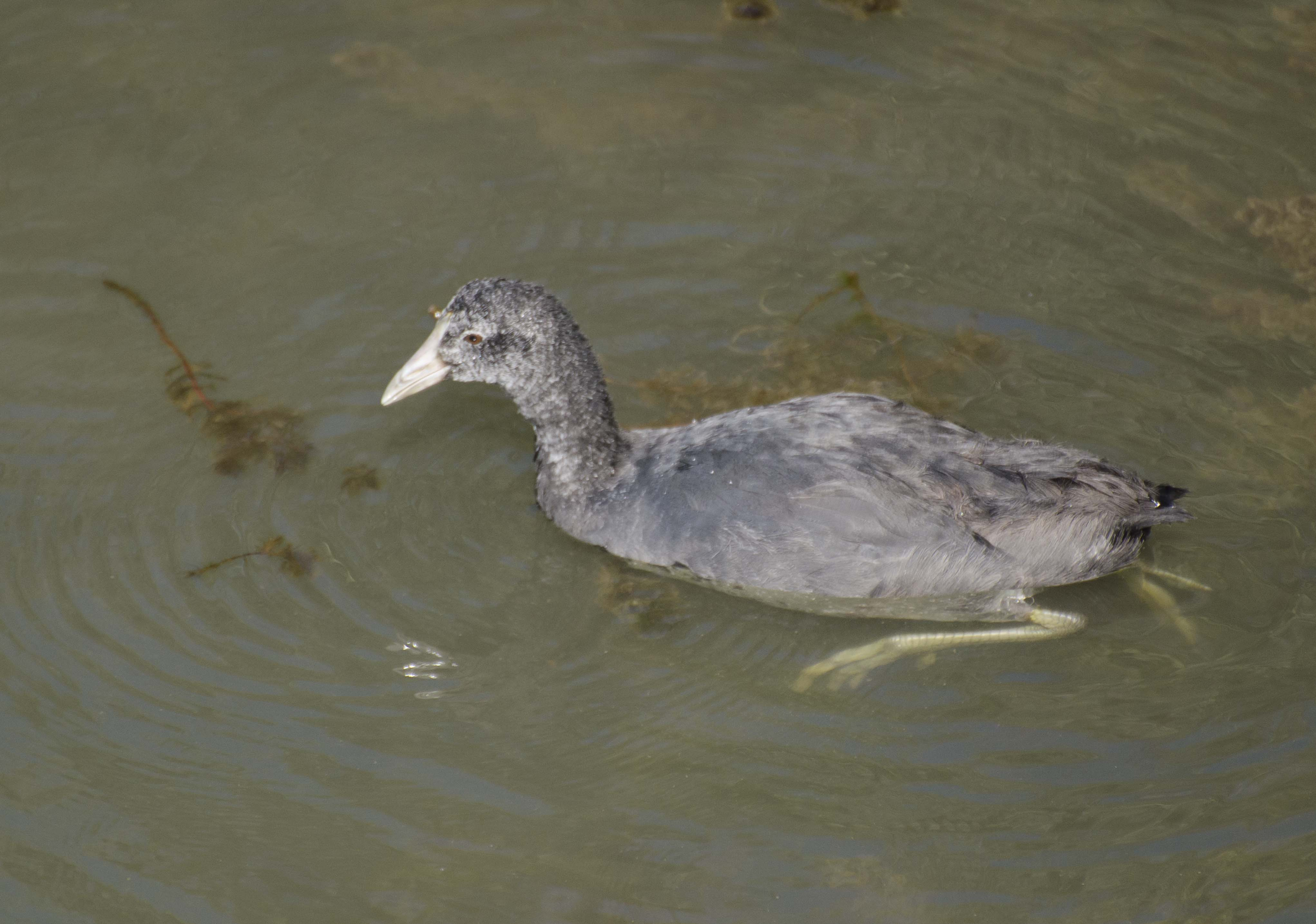
Mladý jedinec

Lyska hřebenatá je stejně jako lyska černá kromě bílého čelního štítku po celém těle černá. Je velká 38 až 45 cm, má rozpětí křídel 75 až 85 cm a váží 585 až 1085 g, je tedy nepatrně větší než lyska černá, která je velká 37 až 42 cm, má rozpětí křídel asi 70 cm, ale zato je lehčí, protože lyska černá dosahuje hmotnosti 0,6 až 1,2 kg. Jelikož je často ve vodě, má stejně jako lyska černá běháky opatřeny kožními lemy. Mláďata jsou celkově bledší, mají bělavou hruď a chybí jim čelní štítek; černé zbarvení získá lyska během prvních třech až čtyřech měsíců, ale trvá přibližně rok, než se plně vyvine bílý čelní štítek.
Je velice obtížné odlišit lysku hřebenatou od běžnější lysky černé. Nad štítkem má lyska hřebenatá dva drobné červené hrbolky, které však z velké vzdálenosti nejsou příliš viditelné a jsou přítomny pouze ve svatebním šatě. Mezi další téměř nerozpoznatelné rozdíly patří například, že lyska hřebenatá nemá úhel mezi zobákem a čelním štítkem špičatý, ale zaokrouhlený, a peří lysky hřebenaté má téměř nerozpoznatelný šedomodrý nádech. Během letu je u lysky černé vidět úzký bílý lem, ten však u lysky hřebenaté chybí.

## Potrava

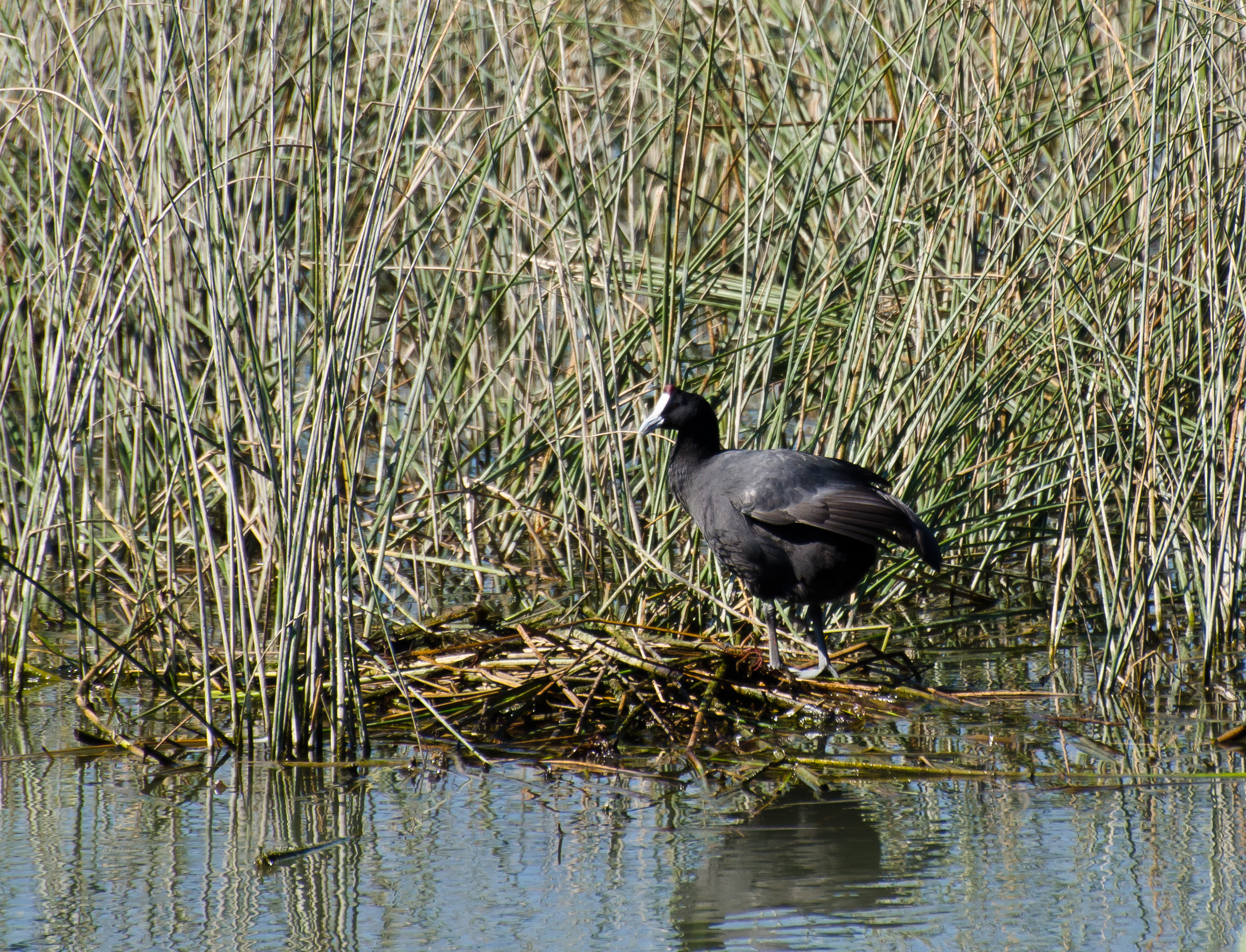
Lyska stavějící si hnízdo v rákosu

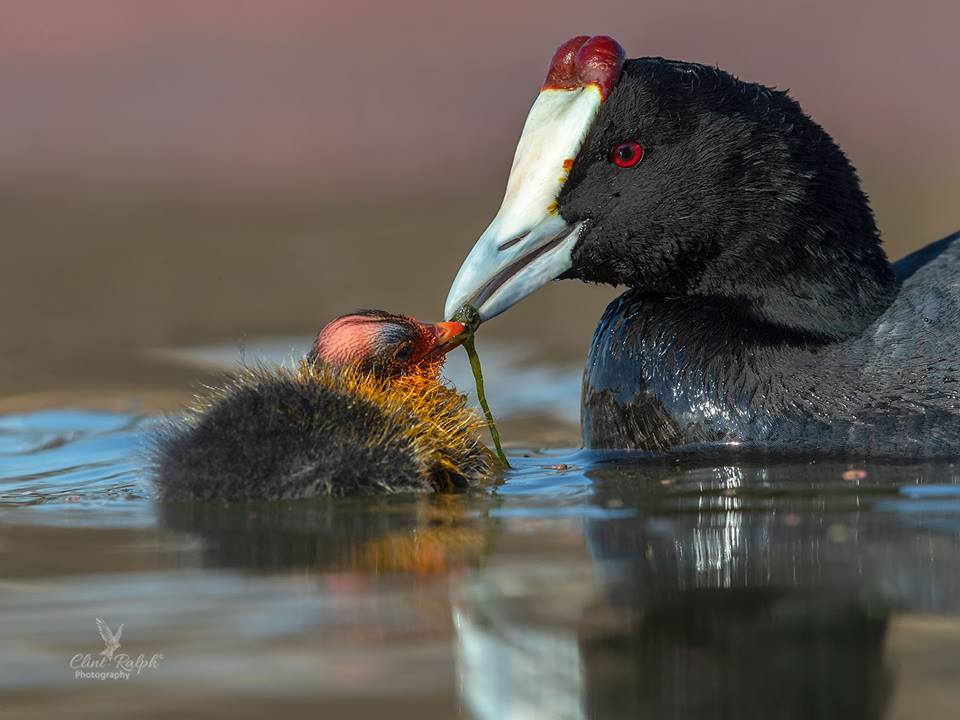
Dospělá lyska krmící mládě

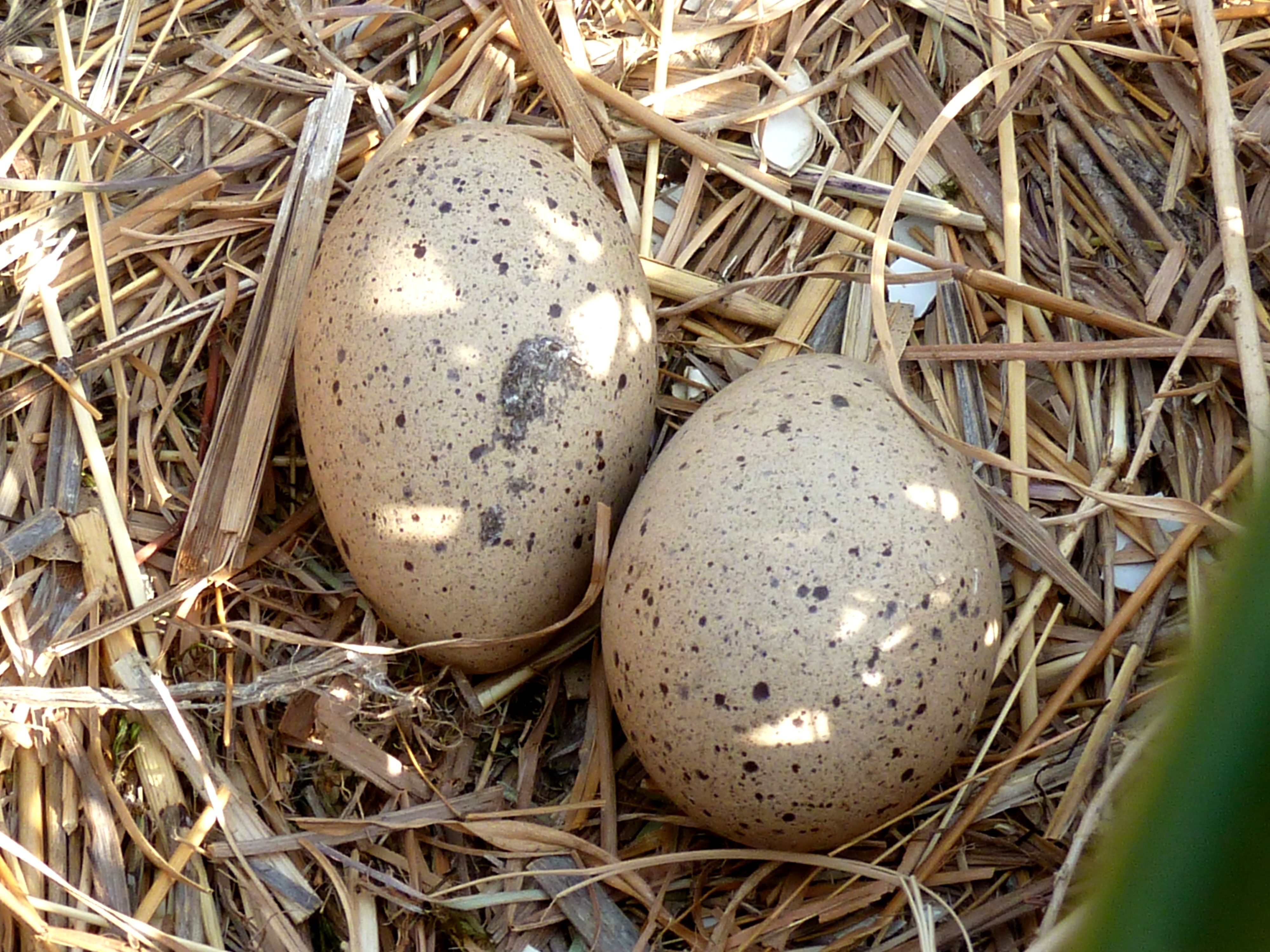
Vejce

Lyska hřebenatá je všežravcem. Živí se především vodními rostlinami (jako např. rdestem), pro které se běžně potápí. Loví však i menší vodní živočichy a nepohrdne ani vejci jiných vodních ptáků.

## Chování
Chování lysky hřebenaté je v podstatě stejné jako chování lysky černé. Je mnohem méně plachá než většina chřástalovitých. Když není vyrušena, může se chovat agresivně k jakýmkoliv vetřelcům, dokonce i k mnohem větším ptákům, jako je např. husice nilská, pokud se její agresivitě nebrání. Může být spatřena, jak plave, nebo jak se v blízkosti vody prochází. Během doby páření a odchovu mláďat je velice agresivním a teritoriálním druhem. Během páření je velice hlučná.
Lyska hřebenatá není příliš ochotná létat, a než vzlétne, tak běží po vodní hladině a mohutně plácá křídly. To dělá také, když se potřebuje rychle přemístit, např. kvůli úniku před predátorem. Během plavání svoji hlavu sklání, a pomocí malého skoku se krátce potápí.